# Terres altes d'Escòcia

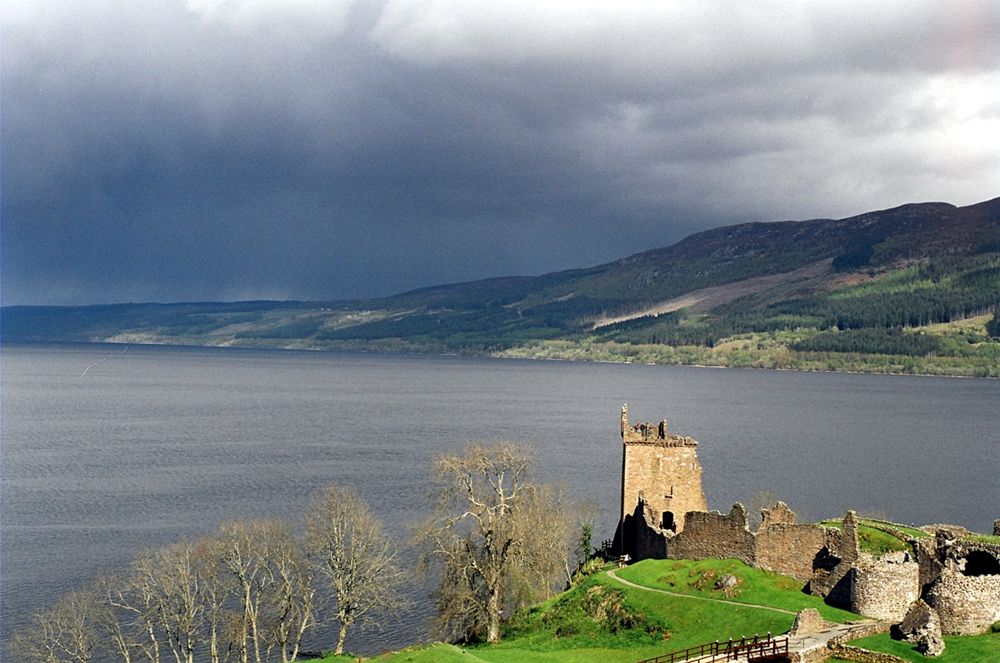
El llac Ness, a les Terres altes d'Escòcia

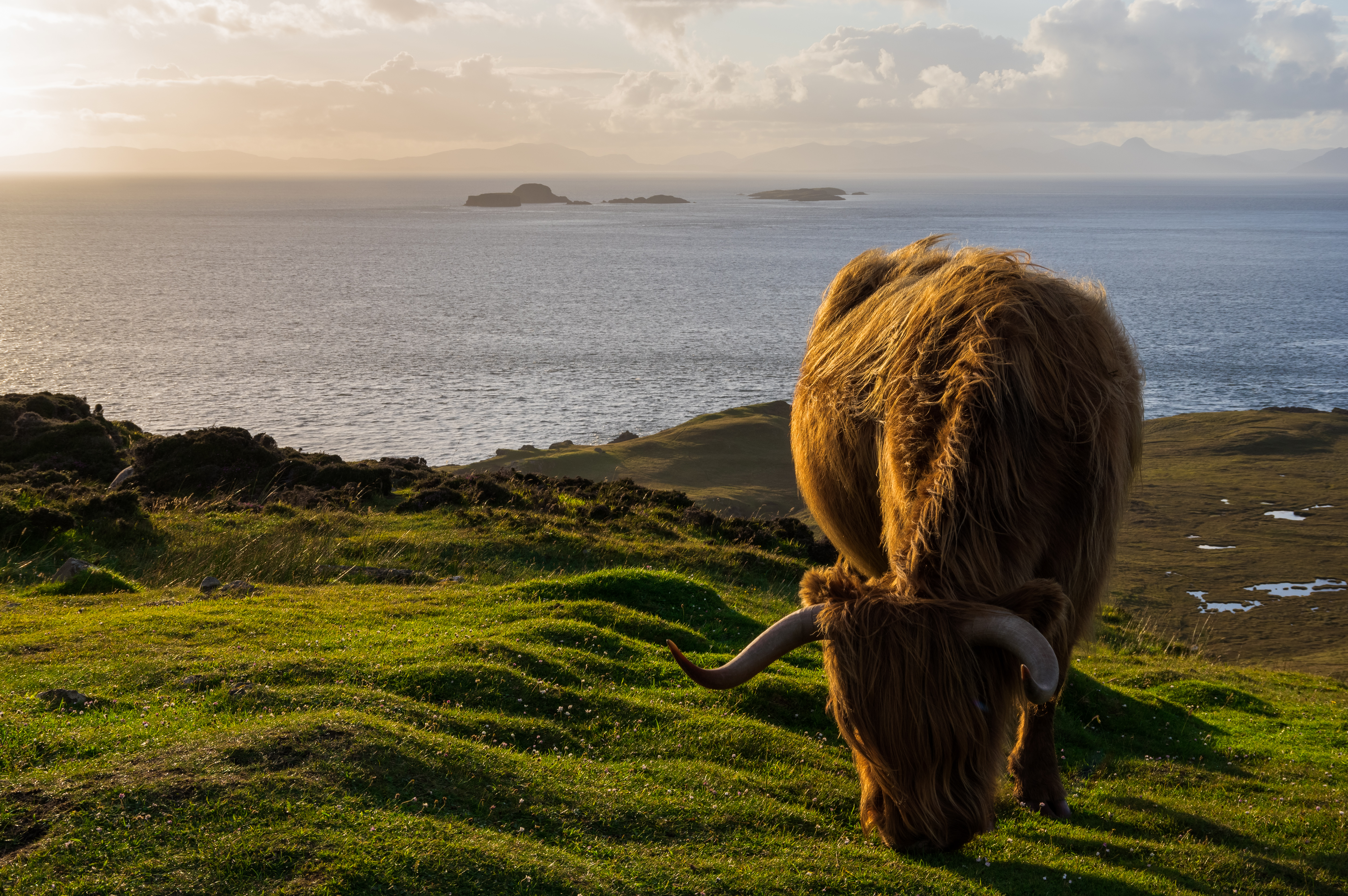
Vaca escocesa

Les Terres altes d'Escòcia (en gaèlic A' Ghàidhealtachd; en anglès Scottish Highlands) és una regió muntanyosa del nord d'Escòcia que inclou la falla de les Highlands. És una àrea amb baixa densitat de població, amb un relleu molt variat i amb uns límits no gaire ben definits, especialment cap a l'est. El Great Glen (Gleann Mòr) divideix els Grampians (Am Monadh) de les Highlands del nord-est.
Bona part d'aquesta regió pertany administrativament al Consell de Highland, amb capital a Inverness. Tanmateix les Highlands també inclouen part dels consells d'Aberdeenshire, Argyll and Bute, Moray, Perth and Kinross i Stirling. L'illa d'Arran forma part del consell de North Ayrshire, però la seva part nord és considerada habitualment com a part de les Highlands.

## Cultura
Culturalment, les Terres Altes són força diferents de les Terres Baixes. El tret més distintiu és la influència cèltica en la cultura, incloent-hi el manteniment del gaèlic escocès com a llengua materna d'una part de la població, i un major predomini de l'activitat agrícola i ramadera, comparat amb la resta del país.

## Història
L'episodi històric que més ha marcat el destí de les Highland en l'època moderna són les "neteges" (clearances) dels segles xviii i xix, quan milers de persones van ser desallotjades i forçades a emigrar al sud o cap a Amèrica i Austràlia. Això es va produir quan el sistema feudal imperant a l'illa (basat en el sistema de clans tradicional) va entrar en crisi, i la necessitat dels senyors de disposar d'un "exèrcit" de súbdits disposats a lluitar va desaparèixer. El desplaçament de la població va permetre d'establir-hi ramats de xais, amb més rendiment econòmic. Encara avui, la població de xais és molt superior a la de persones.

## Ciutats i viles
- Aberfeldy, Aboyne, Alness, Altnaharra, Applecross, Arisaig, Arrochar, Aultbea, Aviemore
- Back of Keppoch, Ballachulish, Ballater, Banavie, Banchory, Beauly, Bettyhill, Blair Atholl, Boat of Garten, Braemar Bridge of Orchy
- Cannich, Carrbridge, Coldbackie, Contin, Cookney, Corpach, Crianlarich, Cromarty, Culbokie, Culloden
- Dalmally, Dalwhinnie, Dingwall, Dornie, Dornoch, Durness
- Evanton
- Fort Augustus, Fort William, Fortrose
- Gairloch, Glencoe, Glenelg, Grantown-on-Spey Glenfinnan
- Inveraray, Invermoriston, Inverness (ciutat des del 2001)
- Killin, Kingussie, Kinlocheil, Kinlochleven, Kinlochewe, Kinloch Rannoch, Kyle of Lochalsh
- Lochailort, Lochcarron, Lochinver, Lochgoilhead, Lochearnhead
- Mallaig Morar,
- Nairn, Netherley, Newtonmore, North Ballachulish, Nethy Bridge
- Oban
- Peterculter, Plockton, Poolewe, Portmahomack
- Reay, Rosemarkie
- Shieldaig, South Ballachulish, Strathpeffer, Strathy, Strontian, Stornoway
- Tain, Tarbet, Taynuilt, Thurso, Tobermory, Tomintoul, Tongue, Torridon, Tullich, Tyndrum
- Ullapool
- Wick

## Llocs d'interès
- Castle Tioram
- Glencoe Ski Centre
- Glen Orchy
- Glen Spean
- Loch Linnhe
- Loch Lochy
- Rannoch Moor
- Tor Castle
- Glen Coe
- Glen Lyon
- Loch Rannoch
- Loch Katrine
- West Highland Way

## Noms d'àrees de les Highlands
- Sutherland
- Assynt
- Coigach
- Kintail
- Knoydart
- Morar
- Moidart
- Sunart
- Ardnamurchan
- Morvern
- Ardgour
- Lochaber
- Appin
- Lorne
- Argyll
- Knapdale
- Cowall
- Strathspey
- Badenoch
- Rannoch
- Atholl
- Breadalbane
- Trossachs